# Ерік Френцель
Ерік Френцель (нім. Eric Frenzel, 21 листопада 1988) — німецький лижний двоборець, дворазовий олімпійський чемпіон, медаліст Олімпійських ігор, багаторазовий чемпіон світу та призер світових першостей. 
Ерік Френцель розпочав брати участь у змаганнях із лижного двоборства з 2000 року. Бронзову олімпійську медаль він виборов разом із товаришами зі збірної Німеччини у командних змаганнях Олімпіади у Ванкувері. 
На чемпіонаті світу 2009, що проходив у Ліберці, він, разом із командою, здобув срібну медаль у естафеті. Чемпіоном світу Ерік вперше став у 2011 на чемпіонаті світу в Хольменколлені в дисципліні, що включала стрибки з нормального трампіна й десятикілометрову гонку.